# Сен-Лоран, Ив
Ив Анри́ Дона́ Матьё Сен-Лора́н (фр. Yves Henri Donat Mathieu-Saint-Laurent; 1 августа 1936[…], Оран, Алжир — 1 июня 2008[…], VII округ Парижа) — французский модельер, работавший в мире моды с конца 1950-х до конца 1980-х годов, создатель модного дома Yves Saint Laurent. Ввёл в женскую моду такие элементы мужского гардероба, как высокие сапоги и смокинг, считается основателем стиля унисекс. Был первым, кто пригласил темнокожих моделей для участия в показах своих коллекций.

## Биография

#### Детство
Родился 1 августа 1936 года в городе Оран в Алжире в семье страхового агента. Детство и юность Сен-Лорана прошли в кругу семьи, в атмосфере «дружбы и счастья». В Оране будущий модельер учился сначала в колледже, затем в лицее. Рисовать начал в 8 лет, в 11 лет увлёкся театром, в 14 лет начал делать домашние кукольные постановки: рисовал и строил декорации, делал маленьких кукол, одевал их в костюмы из старых тряпок, которые сам раскрашивал. Шить в то время Сен-Лоран ещё не умел, и его костюмы для кукол были клеёными. Поставил спектакли «Школа жён» Мольера, «Двуглавый орёл» Кокто, «Для Лукреции» Жироду, «Жанна д’Арк» («Святая Иоанна») Шоу, которые показывал сёстрам и кузинам.

#### Начало карьеры
В художественном становлении Ива Сен-Лорана заметную роль сыграли костюмы и декорации Кристиана Берара, живопись Анри Матисса, Диего Веласкеса, Эдуарда Мане.

«… В своей работе модельера я всегда стремлюсь к чистоте линий Матисса, а в одежде это очень сложно. Живопись я открыл для себя ещё в Оране. Я никогда не учился рисовать и знаю, что рисую неважно, просто я выразителен. Хотя мне хотелось бы быть и художником. Очень люблю Матисса, люблю его яркие тона, чёткую линию. Его серия „Марокканки“ — великолепна. Но люблю я и других художников: огромные как океан платья Веласкеса, торжественность белизны у Мане, как белизна платья в его картинах „Балкон“ и „Портрет Берты Моризо“……»— (Ив Сен-Лоран, «О себе»)
В 1953 году приехал в Париж, учился на курсах рисования «от кутюр». Тогда же была одержана и первая творческая победа, определившая судьбу 17-летнего Ива Сен-Лорана — его маленькое чёрное платье для коктейля получило первую премию на конкурсе, организованном Международным секретариатом по шерсти.

#### Работа в компании Christian Dior
В 1955—1957 годах работал в модном доме Кристиана Диора, был одним из его ассистентов. После неожиданной смерти модельера 24 октября 1957 года 21-летний Сен-Лоран, чьё имя стали писать как St. Laurent (с фр. — «Св. Лаврентий»), был назначен художественным руководителем дома «Диор». В январе 1958 года он выпустил первую собственную женскую коллекцию для этого дома — «Трапеция» обыгрывала формы традиционного русского сарафана. В июне 1959 года вместе с двенадцатью манекенщицами прилетел в Москву c коллекцией верхней женской одежды, став первым, кто представил французскую моду в СССР. В 1960 году был призван на военную службу и отправлен на фронт в Африку; через 20 дней с ним случился нервный срыв и Сен-Лоран был демобилизован; проходил лечение в психиатрической клинике, где его лечили с помощью электросудорожной терапии.

#### Создание собственного модного дома
В 1961 году, узнав, что владелец дома «Кристиан Диор» Марсель Буссак задумал его уволить, Ив Сен-Лоран решает оставить фирму «Диор» и начать собственное дело. Вместе со своим спутником жизни Пьером Берже, уговорившим американского миллиардера Мака Робинсона сделать вложение в несколько миллионов франков, он основал модный дом под собственным именем. Ограниченные в средствах, они расположились в XVI округе, в доме № 30 по улице Спонтини, в отдалении от фешенебельных улиц с их модными бутиками. Логотипом стали первые буквы имени модельера — YSL. Первая коллекция дома моды Yves Saint Laurent была представлена публике на улице Спонтини 29 января 1962 года.

#### Театр
Активно работал как театральный художник, создавая костюмы и декорации к балетам, драматическим спектаклям, эстрадным шоу. Сотрудничал с балетмейстером Роланом Пети, создавая костюмы для его балета «Собор Парижской Богоматери» (1965), дуэта «Гибель розы» (1973, поставлен для Майи Плисецкой), неоднократно оформлял различные ревю, которые Пети ставил для своей супруги, балерины Зизи Жанмер. В 1968 году в Нью-Йорке и Лондоне прошли выставки театральных рисунков Сен-Лорана.
Создал наряды Катрин Денёв для фильма «Дневная красавица» (1967).

#### Классические коллекции 1970-х годов

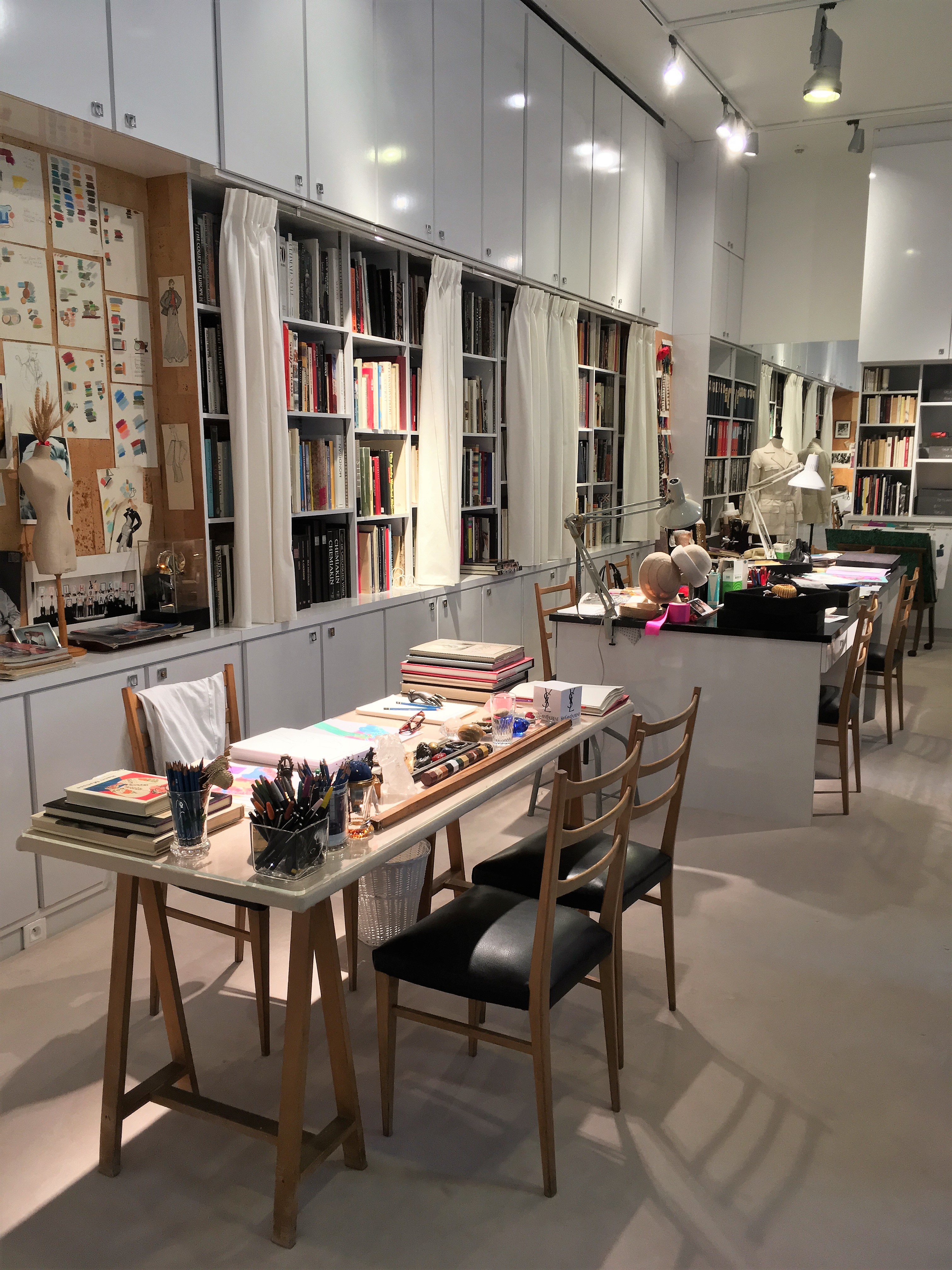
Кабинет Ива Сен-Лорана в музее на авеню Марсо

В 1964 году выпустил свои первые духи под названием Y. Коллекция 1965 года, включавшая в себя несколько платьев по мотивам живописи Пита Мондриана, принесла модельеру успех. Коллекция 1966 года впервые в мире моды предложила смокинг для женщин, что на долгие годы стало фирменным приёмом модельера. В 1971 году Ив выпустил духи «Рив-гош», по названию богемной части Парижа, в том же году он позировал обнажённым для рекламной фотографии нового аромата для мужчин. В 1977 году выпустил духи «Опиум», ставшие самым известным ароматом, выпущенным под его именем.
В 1974 году дом «Ив Сен-Лоран» переехал поближе к модной авеню Монтень, расположившись в доме № 5 по авеню Марсо (с 2002 года здесь располагается фонд Пьера Берже и Ива Сен-Лорана, а в 2017 году, после смерти Берже, открылся государственный музей Ива Сен-Лорана).

#### 1980-е годы и позднее творчество
В 1981 году Ив Сен-Лоран получил Международную премию Американского совета модельеров. В 1983 году стал первым модельером, которому при жизни была посвящена прижизненная ретроспективная выставка в нью-йоркском музее Метрополитен — «Ив Сен-Лоран. 25 лет творчества».
Примерно с конца 1980-х годов начал всё больше болеть, лечился от алкогольной и наркотической зависимости. В 1992 году его компаньон, Пьер Берже, заявил о «конце высокой моды», на протяжении всех 1990-х годов их модный дом преследовали финансовые трудности. В 1998 году выпуск женских коллекций Берже поручил молодому модельеру Альберу Эльбазу. Тогда же, в 1998—1999 годах, Американский совет модельеров отметил его деятельность премией Джофри Бина за пожизненные заслуги. В январе 2002 года Ив Сен-Лоран окончательно отошёл от дел.

## Смерть и похороны
Ив Сен-Лоран скончался от опухоли головного мозга 1 июня 2008 года в возрасте 71 года в своей парижской квартире на Рю-де-Бабилон, дом № 55, которую они с Пьером Берже снимали начиная с 1972 года. Незадолго до своей смерти заключил с Берже, своим давним партнёром в жизни и бизнесе, однополый союз.
Похороны, назначенные на 6 июня, были перенесены на день раньше по просьбе президента Франции Николя Саркози. Прощание с модельером прошло 5 июня 2008 года в Париже, на улице Сент-Оноре в районе церкви св. Роха, где на полдня было перекрыто движение. Тело было кремировано, прах развеян в парке Мажорель в Марракеше, которым Сен-Лоран владел совместно с Берже.

## Награды и признание
- 1966 — «Оскар» журнала Harper’s Bazaar
- 1981 — Международная премия моды Американского совета модельеров (в честь 20-летия со дня основания дома «Ив Сен-Лоран»)
- 1985 — Кавалер ордена Почётного легиона
- 1998/99 — Премия Джофри Бина[англ.] за пожизненные заслуги от Американского совета модельеров
- 2001 — Командор ордена Почётного легиона
- 2007 — Великий офицер ордена Почётного легиона

## Память
В 2010 году в парижском Пети-пале состоялась масштабная ретроспективная выставка, посвящённая его творчеству.
3 октября 2017 года в Париже на авеню Морсо, где творил кутюрье, был открыт Музей Ива Сен-Лорана. На площади более 450 м². расположены меняющиеся экспозиции наследия Сен-Лорана, транслируются видеозаписи процесса создания одежды. В неизменном виде сохранён рабочий кабинет кутюрье.

## Образ в культуре

### В кинематографе
- «Ив Сен-Лоран» — фильм режиссёра Джалиля Леспера, в главной роли — Пьер Нине; вышел на экраны Франции 8 января 2014 года.
- «Сен-Лоран. Стиль — это я» — фильм режиссёра Бертрана Бонелло, в главной роли — Гаспар Ульель[12], 2014 год.
- «Величайший кутюрье» — документальный фильм режиссёра Оливье Мейру, 2018 год.

### В эстрадной музыке
- Песня Алёны Апиной «Ив Сен-Лоран».

### Статьи и монографии
- Перцова К. Мой Ив Сен Лоран. — М.: Слово, 2011. — 240 с. — 3000 экз. — ISBN 978-5-387-00301-1; переизд. 2012 г. ISBN 978-5-387-00440-7
- Duras, Marguerite. Yves Saint Laurent et la photographie de mode. Munich, Schirmer/Mosel, 1992, 232 p. ISBN 3-88814-598-8
- Howell, Georgina. In Vogue: Sixty Years of Celebrities and Fashion from British Vogue. «1948—1959». Harmondsworth, Middlesex, England: Penguin Books Ltd., 1978. pp. 204—205. ISBN 0-14-00-4955-X
- Milbank, Caroline Rennolds. Couture: The Great Fashion Designers. London: Thames & Hudson, 1985
- Müller Florence; Farid Chenoune et al., Yves Saint Laurent. Exposition, Paris, Petit Palais-Musée des beaux-arts de la Ville de Paris, 11 mars-29 août 2010. Paris, Éditions de La Martinière, octobre 2010, 385 p. ISBN 978-2-7324-4458-1
- Rawsthorn, Alice. Yves Saint Laurent: A Biography. Nan A. New Tork: Talese/Doubleday, 1996. ISBN 0-385-47645-0